# STYX
STYX (англ. Serine/threonine/tyrosine interacting protein) – білок, який кодується однойменним геном, розташованим у людей на 14-й хромосомі. Довжина поліпептидного ланцюга білка становить 223 амінокислот, а молекулярна маса — 25 492.
| 10         |  | 20         |  | 30         |  | 40         |  | 50         |
| ---------- |  | ---------- |  | ---------- |  | ---------- |  | ---------- |
| MEDVKLEFPS |  | LPQCKEDAEE |  | WTYPMRREMQ |  | EILPGLFLGP |  | YSSAMKSKLP |
| VLQKHGITHI |  | ICIRQNIEAN |  | FIKPNFQQLF |  | RYLVLDIADN |  | PVENIIRFFP |
| MTKEFIDGSL |  | QMGGKVLVHG |  | NAGISRSAAF |  | VIAYIMETFG |  | MKYRDAFAYV |
| QERRFCINPN |  | AGFVHQLQEY |  | EAIYLAKLTI |  | QMMSPLQIER |  | SLSVHSGTTG |
| SLKRTHEEED |  | DFGTMQVATA |  | QNG        |  |            |  |            |

A: Аланін

C: Цистеїн

D: Аспарагінова кислота

E: Глутамінова кислота

F: Фенілаланін

G: Гліцин

H: Гістидин

I: Ізолейцин

K: Лізин

L: Лейцин

M: Метіонін

N: Аспарагін

P: Пролін

Q: Глутамін

R: Аргінін

S: Серин

T: Треонін

V: Валін

W: Триптофан

Кодований геном білок за функціями належить до гідролаз, протеїн-фосфатаз, фосфопротеїнів. 
Локалізований у цитоплазмі, ядрі.